# 安第斯大学
安第斯大学（西班牙語：Universidad de los Andes）是哥伦比亚一所私立大学，校园位于波哥大。它于1948年由马里奥·拉塞尔纳·平松、弗朗西斯科·皮萨诺·德布里加德和阿尔韦托·耶拉斯·卡马戈等人创建。它有16564名学生（2014年），据QS世界大学排名是哥伦比亚排名第一的大学。
该大学有9个学院、32个本科生专业。研究生院提供15个博士专业，46个硕士专业和30个专门项目。学校拥有有讲席教授625人，学术教授852人，其中65%有博士学位，30%有硕士学位，5%有学士学位。

## 历史
安第斯大学建校于1948年，由马里奥·拉塞尔纳·平松、弗朗西斯科·皮萨诺·德布里加德和阿尔韦托·耶拉斯·卡马戈等人倡议创建。它被认为哥伦比亚第一所世俗主义的私立大学。自成立以来，安第斯大学得到了不少国际科学人物的支持。其中包括物理学家阿尔伯特·爱因斯坦，他是年轻的马里奥·拉塞尔纳的朋友。他们共同支持这个学术项目，其主要目标让哥伦比亚从无尽的暴力冲突尽快解脱出来，建设哥伦比亚的高等教育。1948年他们在安第斯地区租用了土地，1954年又买下私有土地建立校区，面积约25000平方米。建校时学生人数约为650人。
1960年代以来，学校购买了一新土地，学生人数逐步上升，最早一批建筑也开始建立。接下来几年建成的新校区有：圣何塞、加米涅斯避难地、加塔·格罗萨和老日耳曼啤酒厂校区。到80年代末，安第斯大学约有8万平方米的土地面积，建筑面积为37400平方米。1988年，阿尔弗雷多·布里加尔德和丹尼尔·贝穆德斯“综合发展计划”以发展教学设施。列拉斯和奥拉斯计划中的那些包含独立空间的楼宇投入教学使用。在1998年年底，安第斯大学实有95200的土地面积和52.629平方米建筑面积。此时的学生数量约为6500人。
2001年至2005年的“综合发展计划”中，安第斯大学加速发展，已经建立了73186平方米的校区建筑，总面积有155829平方米。新建筑中81％建在两个相邻的建筑群中，但也有核心校区之外的建筑：马里奥·拉塞尔纳大楼和胡利奥·马里奥·圣多明各大楼。现在校园内有80多幢建筑。该校的学术机构不断增长，2007年新设立了戈比埃尔诺·阿尔贝托·列拉斯·卡马乔学院，该院专门为哥伦比亚培养公务人员。

## 院系设置
安第斯大学有12个学院和23个系，分别为:
| - 管理学院 - 艺术与人文学院 - 新闻学研究中心（CEPER） - 艺术系 - 人文及文学系 - 音乐系 - 理学院 - 生命科学系 - 物理系 - 地理系 - 数学系 - 化学系 - 社会科学院 - 人类学系 - 政治学系 - 哲学系 - 历史系 - 语言与社会文化学系 - 心理学系 | - 建筑与设计学院 - 建筑系 - 设计系 - 法学院 - 经济学院 - 工学院 - 生物医学工程学系 - 土木与环境工程系 - 电气与电子工程系 - 工业工程系 - 机械工程系 - 化学工程系 - 系统和信息工程系 - 医学院 - 戈比埃尔诺·阿尔贝托·列拉斯·卡马乔学院 - 研究和培训教育中心（CIFE） - 跨学科研究发展中心（CIDER） |

## 学术研究
安第斯大学重视发展学术研究。2007年研究部建立了联合会，订阅了国际科学基础数据库，提升基础设施，建立了相关的技术实验室。2005年它拥有760篇SCI收录的论文，在哥伦比亚的高教机构中排名第五。在2013年泰晤士高等教育世界大学排名中，它排名251-275位。
安第斯大学的145个科研组织，其中有112个参加了哥伦比亚科学技术创新部的评级，32个列为A级，52个B级，32个C级，21个D级，8个未评级。正进行的科研项目共有超过160项，每年在SCI收录的国际期刊上发表超过100篇论文。主管研究的副校长每年可支配超过4.4亿比索的研究经费，这是安第斯大学教授们主要的经费来源。